# 索尔西-博泰蒙
索尔西-博泰蒙（法語：Sorcy-Bauthémont，法語發音：[sɔʁsi botemɔ̃]）是法国阿登省的一个市镇，属于勒泰勒区。该市镇于1828年由原市镇索尔西（Sorcy）和博泰蒙（Bauthémont）合并而成。

## 地理
索尔西-博泰蒙（49°32'16"N, 4°32'10"E）面积11.14 平方千米，位于法国大東部大區阿登省，该省份为法国北部内陆省份，西接埃纳省，南至马恩省，东临默兹省，北与比利时接壤。
与索尔西-博泰蒙接壤的市镇（或旧市镇、城区）包括：阿朗迪和索瑟伊、阿马涅、谢努瓦-欧邦库尔、埃科尔达勒、福村、索尔斯-蒙克兰。

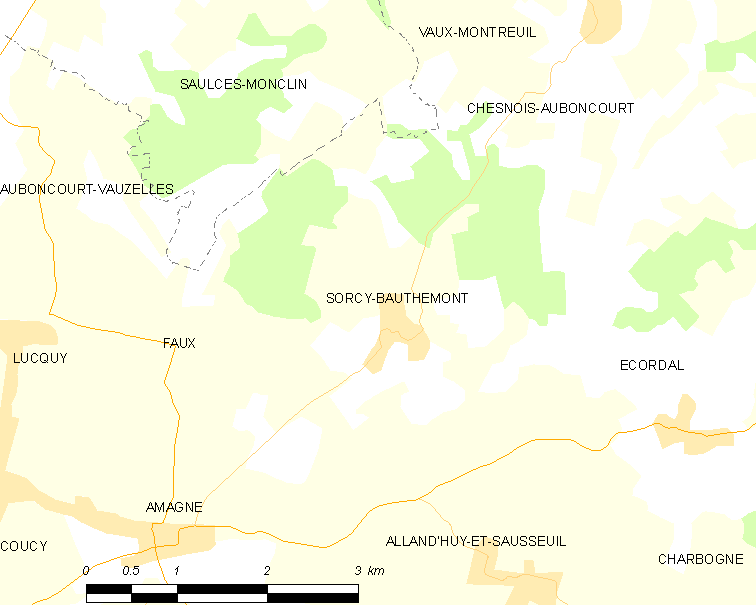
索尔西-博泰蒙的OSM定位图

索尔西-博泰蒙的时区为UTC+01:00、UTC+02:00（夏令时）。

## 行政
索尔西-博泰蒙的邮政编码为08270，INSEE市镇编码为08428。

## 政治
索尔西-博泰蒙所属的省级选区为锡尼拉拜县。

## 人口

1962-2008年间索尔西-博泰蒙人口变化图示

索尔西-博泰蒙于2022年1月1日时的人口数量为147人。